# Dedinszky Eleonóra

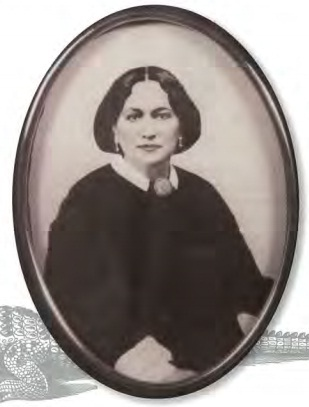
Dedinszky Eleonóra

Dedinai és hodochini Dedinszky Eleonóra  (Futak, 1816 – León (Nicaragua), 1868. július 15.), Haraszthy Ágostonnak a kaliforniai szőlőtermesztés és borászat megteremtőjének felesége.

## Élete
Dedinszky Eleonóra ősi magyar nemesi családból származik.  Apja Dedinszky Ferenc, a Napóleon elleni 1809-es győri csatát kapitányi rangban megjárt katona a Brunszvik család birtokával szomszédos hatalmas, mintegy 14000 hektáros uradalom szuperintendánsa volt.
Eleonóra 1833-ban, 17 évesen ment férjhez az akkor 22 éves Haraszthy Ágostonhoz. 1840-ig 3 gyerekük (Géza, Pest, 1834; Attila, Pest, 1835; Árpád, Pest, 1840) született Magyarországon. Férje ebben az évben ment először Amerikába, majd 1843-ban egész családját kiköltöztette, és itt született a következő 4 évben még 4 gyerekük (Ida, Peoria IL, 1843; Otillia, Madison WI, 1844; Béla, Sauk City WI, 1846; Johanna, Sauk City WI, 1847).
Ekkor még egy ideig hazaköltöztek, de 1849-ben véglegesen családostól kiköltöztek, Eleonóra azonban még legalább egyszer hazatért Magyarországra, amit Mészáros Lázár volt hadügyminiszternek az 1848-49-es szabadságharc bukása utáni egyik levele bizonyít. Az 1854. március 12-én Mészáros Antalhoz írt levelében az  alábbiakat írja:

„„Ezt a levelet egy földinőmnél írom, ki oly szíves volt, részvétteljes segítséggel irányomba lenni, ez pedig Haraszty Gusztáv neje, Dedinszky-leány, ki gyermekei neveltetése végett itt lakik, közel hozzám, Plainfielden; derék bácskai menyecske.” ”

|                           |                                                            |
| A Dedinszky család címere | A Dedinszky család címere a Buena Vista Winery borászatban |

„1868-ban Haraszthy Ágoston Géza fiával Nicaraguába utazott, ahol cukornádültetvényt vásárolt és rumgyártásba fogott. Felesége és kisebbik lánya hamarosan követte őket, ám alig néhány hónapra rá Eleonóra meghalt sárgalázban.”
Dedinszky Eleonóra halálának 140 évfordulóján a Haraszthy Ágoston által Sonoma településen alapított Buena Vista Winery nevű borászat – amelynek tulajdonosai ma is az ő leszármazottaik – egy borválogatást nevezett el róla: Eleonora’s Selection Chardonnay néven. 
Figyelemre méltó, hogy a borászat ma is az ősi Dedinszky címert használja logójaként, és a címer szinte minden megjelenési formájában megtalálható náluk: a cégtáblán, az ajtón, a hirdetéseken, a honlapjukon, a régi hordóikon, valamint újabban a palackok címkéin is.